# Transfluthrine
La transfluthrine est un insecticide de la famille des pyréthrinoïdes.
La transfluthrine est utilisée pour lutter contre les mouches, les moustiques et tout autre insecte volant comme rampant. C'est une substance relativement volatile.
En cas de non-respect des consignes d’utilisation, la transfluthrine peut causer les symptômes d'un empoisonnement mais également nervosité, anxiété, tremblement, convulsion, allergie cutanée, éternuement, écoulement nasal, irritation. Aucun remède spécifique n'existe, mais on peut néanmoins contrôler les réactions allergiques à l'aide d'antihistaminiques.